# Ieva Jurjāne
Ieva Jurjāne (n. 8 mai 1972) este o pictoriță, scenografă și creatoare de costume letonă care lucrează la Opera Națională Letonă⁠(d) din Riga. A creat decorurile și costumele a numeroase producții de operă, balet și teatru, precum și a mai multor filme regizate de Viesturs Kairišs, câștigând câteva premii naționale pentru scenografie.

## Biografie
S-a născut la 8 mai 1972 într-o familie de pictori. A urmat cursurile Școlii Superioare de Artă „Janis Rozentāls” din Riga⁠(d) (1983–1990) și apoi studii de pictură la Academiei de Arte a Letoniei⁠(d) (1990–1996). În perioada studiilor a primit o bursă de la Ministerul Culturii pentru două luni de muncă creativă în atelierul Centrului Internațional de Artă din Paris (1997) și o bursă de la Fondul pentru Inovare (1995/1996). A realizat mai multe expoziții personale de pictură la Riga (Galeria Riga, Institutul Cultural Danez, galeria „Daugava”, galeria „Istaba” și sălile de expoziție Arsenāls), la Helsinki și în Țările de Jos și a participat la numeroase expoziții de grup.
După absolvirea studiilor, Ieva Jurjāne a fost angajată ca scenograf la Opera Națională Letonă⁠(d) din Riga, creând decorurile și costumele unor producții de operă și balet precum Lady Macbeth din Mțensk⁠(d) a lui Dmitri Șostakovici (r. Andrejs Žagars⁠(d), 2006), Siegfried a lui Richard Wagner (r. Viesturs Kairišs, 2008), Il Trittico⁠(d) a lui Giacomo Puccini (r. Viesturs Kairišs, 2010), Amurgul zeilor a lui Richard Wagner (r. Viesturs Kairišs, 2011), Valentīna a lui Arturs Maskats (r. Viesturs Kairišs, 2014) și decorurile unor producții ca Evgheni Oneghin a lui Piotr Ceaikovski (r. Viesturs Kairišs, 1999) și The Birds' Opera a lui Jānis Lūsēns⁠(d) și Māra Zālīte (r. Baņuta Rubesa⁠(d), 2000). Unele spectacole de operă la care a colaborat au fost reprezentate pe scenele unor săli renumite din străinătate: Visul unei nopți de vară⁠(d) a lui Benjamin Britten (r. V. Kairišs, 2013, Opera Comică din Berlin⁠(d)) și Freischütz a lui Carl Maria von Weber (r. V. Kairišs, 2014, Opera din Köln⁠(d)). A început apoi o colaborare de lungă durată cu trupa teatrală United Intimacy a lui Viesturs Kairišs și a creat decorurile unor producții ca Mērnieku laiki după frații Kaudzīte, Tumšie brieži după Inga Ābele⁠(d), Margarēta după Māra Zālīte, Skroderdienas Silmačos după Rūdolfs Blaumanis, Tunelul după Ernesto Sábato, Domnișoara Christina și Șarpele după Mircea Eliade, puse în scenă la Unbearable Theater Artel, Teatrul Național Leton⁠(d) și Teatrul Nou din Riga.
Ieva Jurjāne a lucrat, în același timp, la decorurile și uneori costumele mai multor filme, printre care Pa ceļam aizejot⁠(d) (2001), Romeo un Džuljeta⁠(d) (2004), Tumšie brieži⁠(d) (2006), Melānijas hronika⁠(d) (2016), Pilsēta pie upes⁠(d) (2020) și Janvāris (2022), toate regizate de Kairišs, dar și ca artistă animatoare a unor filme de animație ca Laiks eņģeļiem⁠(d) (1999) și Doktora D. sala (2005).
A primit premiul anual al companiei Latvijas Gāze⁠(d) pentru cea mai bună scenografie a unui spectacol teatral al anului pentru Lady Macbeth din Mțensk (2006), premiul Lielais Kristaps⁠(d) pentru cea mai bună animație pentru filmul Doktora D. sala (2005), pentru cele mai bune decoruri și costume pentru Melānijas hronika⁠(d) (2017) și pentru cele mai bune decoruri pentru Janvāris (2023), premiul Spēlmaņu nakts pentru cele mai bune decoruri⁠(d) pentru piesa Șarpele (Čūska, 2000), precum și pentru colaborarea cu Viesturs Kairišs în piesa Smilļgis a Mārei Zālīte la Teatrul Dailes⁠(d) (2021). De asemenea, a câștigat Marele Premiu pentru Muzică al Letoniei⁠(d), categoria scenografie pentru opera Evgheni Oneghin a lui Piotr Ceaikovski (2000).
Ieva Jurjāne este unul dintre fondatorii Institutului Teatrului Nou din Letonia (Latvijas Jaunā teātra institūts) în 1998, membră a Asociației Tinerilor Artiști (din 1994) și membră a Uniunii Artiștilor din Letonia (din 1997). S-a căsătorit în anul 2000 cu Viesturs Kairišs, după o relație de aproape zece ani, și au împreună doi copii: Georgs și Ģertrūde.

## Activitate teatrală

### Scenografie și costume
- 1997 — Tunelis
- 1997 — Domnișoara Christina (Jaunava Kristīna)
- 1998 — Skroderdienas Silmačos
- 1998 — FIESTA LĪGO EXPO 98
- 1999 — Idiotul (Idiots)
- 2000 — Șarpele (Čūska)
- 2000 — Hotel – Europa
- 2001 — Margarēta
- 2001 — Tumšie brieži

### Costume
- 1996 — Apsēstā
- 1996 — Akmens Viesis

### Scenografie
- 1999 — Evgheni Oneghin (Jevgeņijs Oņegins)
- 2000 — Putnu Opera

## Filmografie

### Scenografă
- Kāzas⁠(d) (scurtmetraj, 2000)
- Pa ceļam aizejot⁠(d) (2001)
- Romeo un Džuljeta⁠(d) (2004)
- Tumšie brieži⁠(d) (2006)
- Melānijas hronika⁠(d) (2016)
- Pilsēta pie upes⁠(d) (2020)
- Janvāris (2022)

### Designer de costume
- Pa ceļam aizejot⁠(d) (2001)
- Tumšie brieži⁠(d) (2006)
- Melānijas hronika⁠(d) (2016)

### Animatoare
- Laiks eņģeļiem⁠(d) (1999)
- Doktora D. sala (2005)
- Kā saule, mēness un zvaigznes radās. Cikls "Reiz Dievs..." (2009)

## Premii și nominalizări

### Premii câștigate
- 2017 — Premiul „Lielais Kristaps⁠(d)” pentru cele mai bune decoruri pentru Melānijas hronika⁠(d)[6][8]
- 2017 — Premiul „Lielais Kristaps⁠(d)” pentru cele mai bune costume pentru Melānijas hronika⁠(d)[6][8]
- 2023 — Premiul „Lielais Kristaps⁠(d)” pentru cele mai bune decoruri pentru Janvāris[7][8]

### Nominalizări
- 2001 — nominalizare la Premiul „Lielais Kristaps⁠(d)” pentru cele mai bune decoruri pentru Pa ceļam aizejot⁠(d)[8]
- 2007 — nominalizare la Premiul „Lielais Kristaps⁠(d)” pentru cele mai bune decoruri pentru Tumšie brieži⁠(d)[8]
- 2007 — nominalizare la Premiul „Lielais Kristaps⁠(d)” pentru cele mai bune costume pentru Tumšie brieži⁠(d)[8]
- 2020 — nominalizare la Premiul „Lielais Kristaps⁠(d)” pentru cele mai bune decoruri pentru Pilsēta pie upes⁠(d)[8]